# بوهوسلن

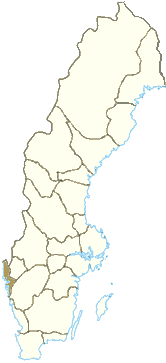
موقعیت بوهوسلن در سوئد

بوهوسلن (به سوئدی: Bohuslän) یکی از استان‌های سوئد است که در سواحل غربی این کشور واقع شده‌است. این استان با استان‌های دالسلاند و وسترگوتلاند و همچنین کشور نروژ و دریای شمال مرز مشترک دارد. این استان دارای جزایر زیادی است. از حدود ۴٬۵۰۰ کیلومتر مربع مساحتی که این استان دارد حدود ۱۷۷ کیلومتر مربع آن را آب و مابقی خشکی است.